# Heliga jungfru Marias förböns kyrka, Barnaul
Heliga jungfru Marias förböns kyrka, eller Kyrkan för den Allraheligaste Theotokos förbön, (ryska: Храм Покрова Пресвятой Богородицы/Hram Pokrova Presvjatoj Bogoroditsyj) är en rysk-ortodox gammalrituell kyrkobyggnad belägen vid korsningen mellan Georgij Isakov-gatan och Severo-Zapadnaja-gatan 2, i staden Barnaul i Altaj kraj i västra Sibirien, i Ryssland.
Kyrkan tillhör Novosibirsks och Sibiriens stift.

## Historik
Heliga jungfru Marias förböns kyrka i Barnaul började byggas år 1998 och stod klar 2017. Den byggdes enligt ritningar av arkitekt Alexei Afanasjevich Sinelnikov.
2011 tillverkades kupolerna. 2014 invigdes och restes dess kors.
2016 putsades en stor del av kyrkans inre väggar och installationen av värmesystem påbörjades.
Den 24 september 2017 ägde invigningen av kyrkan rum och i december samma år började kyrkans lokaler värmas upp med gas.
Sommaren 2019 målades väggarna med vit skyddsfärg.

## Kyrkan
Kyrkan är byggd i Vladimir-Suzdal-stil.
Kyrkans dag är den 14 oktober.

## Bilder

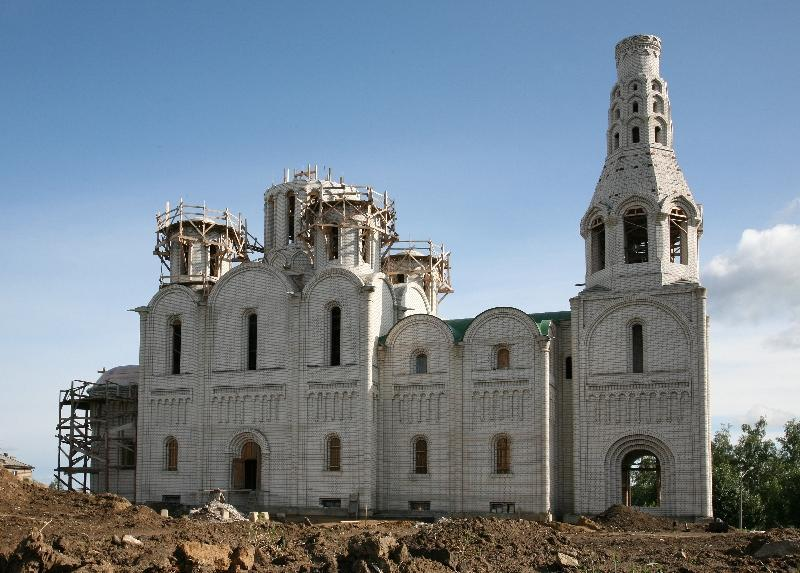
Kyrkan under byggandet (5 maj 2010).